# تپه تیموری
تپه تیموری مربوط به هزاره ۱- دوران‌های تاریخی پس از اسلام است و در شهرستان ساری، بخش مرکزی، روستای چمازک واقع شده و این اثر در تاریخ ۱ مهر ۱۳۸۲ با شمارهٔ ثبت ۱۰۲۸۹ به‌عنوان یکی از آثار ملی ایران به ثبت رسیده است.